# Anamur
Anamur est une ville et un district de la province de Mersin dans la région méditerranéenne en Turquie.